# خلیج کارکینیت
خلیج کارکینیت (اوکراینی: Каркінітська затока) یک خلیج در کرانه دریای سیاه و در شبه‌جزیره کریمه است.